# Peleteria semirufa
Peleteria semirufa är en tvåvingeart som först beskrevs av Blanchard 1943.  Peleteria semirufa ingår i släktet Peleteria och familjen parasitflugor. Inga underarter finns listade i Catalogue of Life.